# Concremiers

Concremiers este o comună în departamentul Indre, Franța. În 1 ianuarie 2022 avea o populație de 595 de locuitori.